# Ilvesjärvi
Ilvesjärvi är en sjö i Finland. Den ligger i kommunen Hyrynsalmi i landskapet Kajanaland, i den centrala delen av landet, 500 km norr om huvudstaden Helsingfors. Ilvesjärvi ligger 172,6 meter över havet. Den är 10 meter djup. Arean är 1,48 kvadratkilometer och strandlinjen är 10,23 kilometer lång. Sjön  ingår i Uleälvens huvudavrinningsområde. 